# Parodòntids
Els parodòntids (Parodontidae) són una família de peixos teleostis d'aigua dolça i de l'ordre dels caraciformes.

## Morfologia
- En general, no depassen els 15 cm de llargària.
- Tenen cossos fusiformes.[2]

## Hàbitat
Són peixos bentònics.

## Distribució geogràfica
Es troba a Sud-amèrica (llevat de la Patagònia i d'algunes conques fluvials costaneres) i l'est de Panamà.

## Gèneres i espècies
- Apareiodon (Eigenmann, 1916)[5]
  - Apareiodon affinis (Steindachner, 1879)
  - Apareiodon agmatos (Taphorn, López-Fernández & Bernard, 2008)
  - Apareiodon argenteus (Pavanelli & Britski, 2003)
  - Apareiodon cavalcante (Pavanelli & Britski, 2003)
  - Apareiodon davisi (Fowler, 1941)
  - Apareiodon gransabana (Starnes & Schindler, 1993)
  - Apareiodon hasemani (Eigenmann, 1916)
  - Apareiodon ibitiensis (Amaral Campos, 1944)
  - Apareiodon itapicuruensis (Eigenmann & Henn, 1916)
  - Apareiodon machrisi (Travassos, 1957)
  - Apareiodon orinocensis (Bonilla, Machado-Allison, Silvera, Chernoff, López & Lasso, 1999)
  - Apareiodon piracicabae (Eigenmann, 1907)
  - Apareiodon tigrinus (Pavanelli & Britski, 2003)
  - Apareiodon vittatus (Garavello, 1977)
  - Apareiodon vladii (Pavanelli, 2006)
- Parodon (Valenciennes, 1849)[6]
  - Parodon apolinari (Myers, 1930)
  - Parodon bifasciatus (Eigenmann, 1912)
  - Parodon buckleyi (Boulenger, 1887)
  - Parodon caliensis (Boulenger, 1895)
  - Parodon carrikeri (Fowler, 1940)
  - Parodon guyanensis (Géry, 1959)
  - Parodon hilarii (Reinhardt, 1867)
  - Parodon moreirai (Ingenito & Buckup, 2005)
  - Parodon nasus (Kner, 1859)
  - Parodon pongoensis (Allen, 1942)
  - Parodon suborbitalis (Valenciennes, 1850)
  - Parodon tortuosus (Eigenmann & Norris, 1900)
- Saccodon (Kner, 1863)[7]
  - Saccodon dariensis (Meek & Hildebrand, 1913)
  - Saccodon terminalis (Eigenmann & Henn, 1914)
  - Saccodon wagneri (Kner, 1863)[8][9][10][11][12]

## Ús comercial
No en tenen cap.